# San Felipe kommun, Guanajuato
San Felipe är en kommun i Mexiko.   Den ligger i delstaten Guanajuato, i den centrala delen av landet, 300 km nordväst om huvudstaden Mexico City.
Följande samhällen finns i San Felipe:
- San Felipe
- El Tejocote
- San José de Rancho Nuevo
- Molino de San José
- Chirimoya
- Chirimoya Vieja
- Providencia de Guadalupe
- Los Díaz
- Miguel Hidalgo
- Fuerte Viejo
- La Sauceda de la Luz
- Ejido Hernández Álvarez
- Coecillo
- San José del Tanque
- La Estancita del Maguey
- Herrerías
- Rancho Nuevo de San Vicente
- La Estanzuela
- Fábrica de Guadalupe
- Rancho Seco
- Cuartos de Bravo
- Rancho Nuevo del Carrizo
- San Antonio del Maguey
- Trojes de Aguirre
- Cerrito de los Hernández
- San Antonio
- El Tepozán de Santa Rita
- El Saucillo
- El Ancón
- Santa Anita
- El Lindero
- San José del Rayo
- El Tepozán Dos
- El Mezquite
- La Tapona
- Maguey Sur
- Rancho Nuevo del Salto
- San José de la Luz
- El Vergel y Anexos
- Huapanal de Lequeitio
- Ojo de Agua del Carrizo
- Las Palomas del Cubo
- La Era de Bravo
- Estación Ventilla
- El Aro
- Cerro Gordo
- El Mastranto Sur
- Estancia del Cubito
- Ojo de Agua de Sombrereros
- San Isidro de Capellanía
- El Falso
- El Rincón
- Palacio
- El Terrero
- San Vicente
- Santa María de Guadalupe
- La Purísima de Oriente
- El Colorado
- Las Alazanas
- San Felipe
- La Esperanza
- Tierras Prietas
- El Fresno
- Nopales
- El Contadero
- Las Negritas
- Capillas
- Peña Colorada
- San Ramón